# Football Writers' Association Footballer of the Year
Prisen Football Writers' Association Footballer of the Year bliver uddelt årligt til den bedste fodboldspiller i England ifølge fodboldjournalisterne. Dette er en af de to mest prestigefyldte priser som en fodboldspiller i England kan modtage. Den anden er PFA Players' Player of the Year. Prisen er blevet uddelt siden 1948.

## Tidligere vindere
- Englands 1. division 1947-48: Stanley Matthews (Blackpool)
- Englands 1. division 1948-49: Johnny Carey (Manchester United)
- Englands 1. division 1949-50: Joe Mercer (Arsenal)
- Englands 1. division 1950-51: Harry Johnston (Blackpool)
- Englands 1. division 1951-52: Billy Wright (Wolverhampton Wanderers)
- Englands 1. division 1952-53: Nat Lofthouse (Bolton Wanderers)
- Englands 1. division 1953-54: Tom Finney (Preston North End)
- Englands 1. division 1954-55: Don Revie (Manchester City)
- Englands 1. division 1955-56: Bert Trautmann (Manchester City)
- Englands 1. division 1956-57: Tom Finney (Preston North End)
- Englands 1. division 1957-58: Danny Blanchflower (Tottenham Hotspur)
- Englands 1. division 1958-59: Syd Owen (Luton Town)
- Englands 1. division 1959-60: Bill Slater (Wolverhampton Wanderers)
- Englands 1. division 1960-61: Danny Blanchflower (Tottenham Hotspur)
- Englands 1. division 1961-62: Jimmy Adamson (Burnley)
- Englands 1. division 1962-63: Stanley Matthews (Stoke City)
- Englands 1. division 1963-64: Bobby Moore (West Ham United)
- Englands 1. division 1964-65: Bobby Collins (Leeds United)
- Englands 1. division 1965-66: Bobby Charlton (Manchester United)
- Englands 1. division 1966-67: Jack Charlton (Leeds United)
- Englands 1. division 1967-68: George Best (Manchester United)
- Englands 1. division 1968-69: Tony Book (Manchester City) og Dave Mackay (Derby County)
- Englands 1. division 1969-70: Billy Bremner (Leeds United)
- Englands 1. division 1970-71: Frank McLintock (Arsenal)
- Englands 1. division 1971-72: Gordon Banks (Stoke City)
- Englands 1. division 1972-73: Pat Jennings (Tottenham Hotspur)
- Englands 1. division 1973-74: Ian Callaghan (Liverpool)
- Englands 1. division 1974-75: Alan Mullery (Fulham)
- Englands 1. division 1975-76: Kevin Keegan (Liverpool)
- Englands 1. division 1976-77: Emlyn Hughes (Liverpool)
- Englands 1. division 1977-78: Kenny Burns (Nottingham Forest)
- Englands 1. division 1978-79: Kenny Dalglish (Liverpool)
- Englands 1. division 1979-80: Terry McDermott (Liverpool)
- Englands 1. division 1980-81: Frans Thijssen (Ipswich Town)
- Englands 1. division 1981-82: Steve Perryman (Tottenham Hotspur)
- Englands 1. division 1982-83: Kenny Dalglish (Liverpool)
- Englands 1. division 1983-84: Ian Rush (Liverpool)
- Englands 1. division 1984-85: Neville Southall (Everton)
- Englands 1. division 1985-86: Gary Lineker (Everton)
- Englands 1. division 1986-87: Clive Allen (Tottenham Hotspur)
- Englands 1. division 1987-88: John Barnes (Liverpool)
- Englands 1. division 1988-89: Steve Nicol (Liverpool)
- Englands 1. division 1989-90: John Barnes (Liverpool)
- Englands 1. division 1990-91: Gordon Strachan (Leeds United)
- Englands 1. division 1991-92: Gary Lineker (Tottenham Hotspur)
- 1993: Chris Waddle (Sheffield Wednesday)
- 1994: Alan Shearer (Blackburn)
- 1995: Jürgen Klinsmann (Tottenham Hotspur)
- 1996: Eric Cantona (Manchester United)
- 1997: Gianfranco Zola (Chelsea)
- 1998: Dennis Bergkamp (Arsenal)
- 1999: David Ginola (Tottenham Hotspur)
- 2000: Roy Keane (Manchester United)
- 2001: Teddy Sheringham (Manchester United)
- 2002: Robert Pirès (Arsenal)
- 2003: Thierry Henry (Arsenal)
- 2004: Thierry Henry (Arsenal)
- 2005: Frank Lampard (Chelsea)
- 2006: Thierry Henry (Arsenal)
- 2007: Cristiano Ronaldo (Manchester United)
- 2008: Cristiano Ronaldo (Manchester United)
- 2008–09: Steven Gerrard (Liverpool)[1]
- 2009–10: Wayne Rooney (Manchester United)[2]
- 2010–11: Scott Parker (West Ham)[3]
- 2011–12 Robin van Persie (Arsenal)[4]
- 2012–13: Gareth Bale (Tottenham Hotspur)[5]
- 2013–14 Luis Suárez (Liverpool)[6]
- 2014–15: Eden Hazard (Chelsea)[7]
- 2015–16: Jamie Vardy (Leicester City)[8]
- 2016–17: N'Golo Kante (Chelsea)[9]
- 2017–18: Mohamed Salah (Liverpool)[10]
- 2018-19 Raheem Sterling (Manchester City)
- 2019-20 Jordan Henderson (Liverpool)
- 2020-21 Rúben Dias (Manchester City)
- 2021-22 Mohamed Salah (Liverpool)
- 2022-23 Erling Haaland (Manchester City)